# Iaça (profeta)
Iaça ou Iasar (em árabe: اليسع - Alyasā) é considerado pelos muçulmanos como um profeta e mensageiro de Deus, também é considerado o mesmo Eliseu da Bíblia Hebraica. 
Iaça é o profeta e mensageiro de Deus (Allah) que foi enviado para guiar os Filhos de Israel. No Alcorão, Iaça é mencionado duas vezes como profeta, e é mencionado ambas as vezes ao lado de outros profetas. Ele é homenageado pelos muçulmanos como o sucessor profético de Ilyas (Elias). 

## No Alcorão
Fontes islâmicas que identificam Iaça (Eliseu) como Khidr e citam a forte relação entre Khidr e Ilyas na tradição islâmica.
De acordo com o Alcorão, Iaça (Eliseu) é exaltado "acima do resto da criação" (em árabe: فَضَّلْنَا عَلَى ٱلْعَالَمِين) e está "entre os excelentes" (em árabe:مِنَ ٱلْأَخْيَار).

## Tumba
Alguns muçulmanos acreditam que a tumba de Iaça está em Al-Awjam, na região leste da Arábia Saudita.
O santuário foi removido pelo governo saudita porque tal veneração não está de acordo com o movimento de reforma wahhabi ou salafista dominante na Arábia Saudita. Foi um marco importante por muitos séculos durante o tempo da Arábia Otomana e foi um destino de peregrinação muito popular para muçulmanos de todas as seitas durante o período pré-moderno.
Outro túmulo alegado ser de Iaça está presente no distrito de Eğil da província de Diyarbakir, na Turquia.